# Autolykos (Sohn des Deimachos)
Autolykos ist eine heroische Gestalt der griechischen Mythologie, Sohn des Deimachos, Teilnehmer an der Argonautenfahrt und möglicherweise der sagenhafte Gründer (Oikist) oder zumindest Erbauer der Stadt Sinope am Schwarzen Meer. Auf Grund seiner Abstammung gehört er möglicherweise zum sagenhaften Volksstamm der Lapithen.

## Name
Der Name kommt vom griechischen Αὐτόλυκος, Autóly̆kos, lateinisch und deutsch mit der gleichen Betonung auch Autólykus oder Autólycus, da das „y“ in der vorletzten Silbe kurz ist. Er setzt sich zusammen aus αὐτό(ς), autó(s), selbst, von selbst und λύκος, lýkos, Wolf. Er ist also der Wolfsmann, einer, der „durch seine Eigenschaften ein Wolf“ ist, ein durchaus heroischer Name, passend zu einem Argonauten und Stadtgründer.

## Mythos
Apollonius und Plutarch überliefern die mythologischen Erzählungen zur Abstammung und zum Gründungsmythos.

### Apollonius-Argonautica
Er ist einer der drei Söhne des Deïmachos. Sie nehmen allesamt am Zug des Herakles gegen die Amazonen teil: „Die Begleiter ... Autolycos und Phlogios und Deïleon, Männer, die den Truppen des Herakles folgten.“ Aber sie verlieren den Anschluss und lassen sich am Fluss Halys in der Nähe von Sinope nieder: „Dort (am Halys) ansiedelten sich des erlauchten Deïmachos Söhne Deïleon, Autolykos, Phlogios auch, die Trikkäer (aus Trikka), damals, als sie die Spur des Herakles irrend verloren.“

### Plutarch-Lukullus
Dass Autolykos möglicherweise der Gründer der kleinasiatischen Stadt Sinope war, wird von Plutarch in einer kleinen Episode erzählt: Der römische Senator Lucullus belagert auf seinem Feldzug zur Eroberung des Königreichs Pontos die Stadt Sinope, die Einwohner fliehen. Im Traum wird ihm gesagt: „Gehe ein wenig weiter, Lucullus, Autolykus kommt und will gern mit dir sprechen.“ Am nächsten Tag wird das Traumrätsel gelöst, er erobert er die Stadt und findet am Ufer eine von den fliehenden Einwohnern zurückgelassene Statue: „Es war eins der schönsten Werke des Sthennis, und jemand sagte ihm, dass dies die Bildsäule des Autolykus, des Erbauers von Sinope wäre.“ Plutarch nennt ihn einen κτίσας, ktísas (Genitiv: κτίσαντος, ktísantos), Gründer, Erbauer. Es bleibt offen, ob er Sinope gründete oder nur ein schon vorhandenes Sinope besiedelte und ausbaute, unbestritten bleibt seine Bedeutung für die Stadt, die ihn mit einer Statue ehrte und den Brüdern voranstellte.